# Jean Pupat
Jean Pupat, né le 23 septembre 1901 à Saint-Paul-en-Jarez (Loire) et mort le 12 janvier 1960 à Civens (Loire), est un homme politique français.

## Biographie
Né le 23 septembre 1901 à Saint-Paul-en-Jarez, dans une famille de céréaliers, Jean Pupat est diplômé de l'Institut agricole de Beauvais au lendemain de la Première Guerre mondiale. Il retourne alors dans sa région du Pilat où il reprend l'exploitation familiale et s'installe comme expert agricole et foncier. Très investi dès les années 1920 dans la vie rurale et paysanne, Jean Pupat est le président fondateur de la Coopérative agricole des blés et d'approvisionnement de la Loire et vice-président de la Fédération des syndicats d'exploitants agricoles. Cet investissement tous azimuts lui vaudra après la guerre d'être fait chevalier de l'ordre du Mérite agricole. Il est également élu conseiller municipal de Civens aux élections du 5 mai 1929, fonctions qu'il occupe jusqu'à la guerre durant laquelle il reste des plus discrets. Il est confirmé dans son mandat local à la Libération et élu maire de cette même commune en mars 1947. Il le demeure jusqu'à sa mort en janvier 1960.
Jean Pupat se porte candidat à la députation dans la Loire en juin 1951 à la tête d'une liste paysanne présentée par le "rassemblement des groupes républicains et indépendants français" uniquement constituée de cultivateurs. Il est l'un des huit élus de ce département.
Il est appelé à siéger aux commissions des affaires étrangères (1951,1953) et du suffrage universel, des lois constitutionnelles, du règlement et des pétitions (1951). Il est en outre nommé en août 1951 membre suppléant pour représenter la France à l'Assemblée consultative prévue par le statut du Conseil de l'Europe. D'emblée, Jean Pupat se révèle un parlementaire extrêmement actif[réf. nécessaire]. L'organisation d'élections législatives anticipées le 2 janvier 1956 renvoie Jean Pupat devant les urnes. À la tête d'une liste paysanne, il sollicite de nouveau les voix de ses électeurs mais perd son siège. Absent du scrutin de novembre 1958, il est toutefois reconduit à la mairie de Civens mais meurt brutalement quelques mois après, dans sa commune, à l'âge de cinquante-huit ans.

## Détail des fonctions et des mandats
Mandat parlementaire
- 17 juin 1951 - 1er décembre 1955 : Député de la Loire